# Chiesa di San Giuseppe (Monte di Malo)
La chiesa di San Giuseppe, detta anche chiesa dei Santi Fabiano e Sebastiano, è la parrocchiale di Monte di Malo, in provincia e diocesi di Vicenza; fa parte del vicariato di Castelnovo-Malo.

## Storia
La primitiva chiesa di Monte di Malo, dedicata ai santi Fabiano e Sebastiano, fu eretta a parrocchiale nel 1388, anche se fino al Cinquecento continuò ad avere un forte legame con la pieve maladense.
La prima pietra della nuova parrocchiale venne posta nel 1893; l'edificio fu portato a termine nel 1897, per poi venir consacrato il 28 ottobre 1911.
Negli anni novanta la chiesa fu restaurata.

## Descrizione

### Esterno
La facciata della chiesa, simile a quella della parrocchiale di Chirignago, è suddivisa da una cornice marcapiano in due registri, entrambi scanditi da quattro lesene; quello inferiore è caratterizzato da tre archi a tutto sesto e dal portale d'ingresso, mentre quello superiore, coronato da due timpani semicircolari ai lati e da uno triangolare al centro, presenta due finestre e una statua.
Distante alcuni metri dalla chiesa sorge il campanile a base quadrata, la cui cella presenta una bifora per lato ed è coronata dalla guglia piramidale poggiante sul tamburo ottagonale. 

### Interno
L'interno dell'edificio si compone di un'unica navata, sulla quale si affacciano quattro cappelle laterali; qui sono conservate diverse opere di pregio, tra le quali l'altare maggiore, abbellito dal mosaico con soggetto la Cena dei Discepoli di Emmaus con Gesù, i due affreschi raffiguranti lo Sposalizio della Vergine e i Santi Maria e Giuseppe che cercano riparo nella grotta, eseguiti da Napoleone Girotto, il dipinto del Trapasso di San Giuseppe, il mosaico con la Sacra Famiglia al lavoro, e gli affreschi che ritraggono Scene della vita di San Giuseppe e alcuni personaggi dell'Antico Testamento.